# Benoit Konongo
Benoit Konongo est un célèbre sculpteur congolais, auteur de nombreuses commandes publiques qui ornent encore les rues de Brazzaville, ainsi que de bustes et de statues académiques caractéristiques de l'école de Muta Mayola.

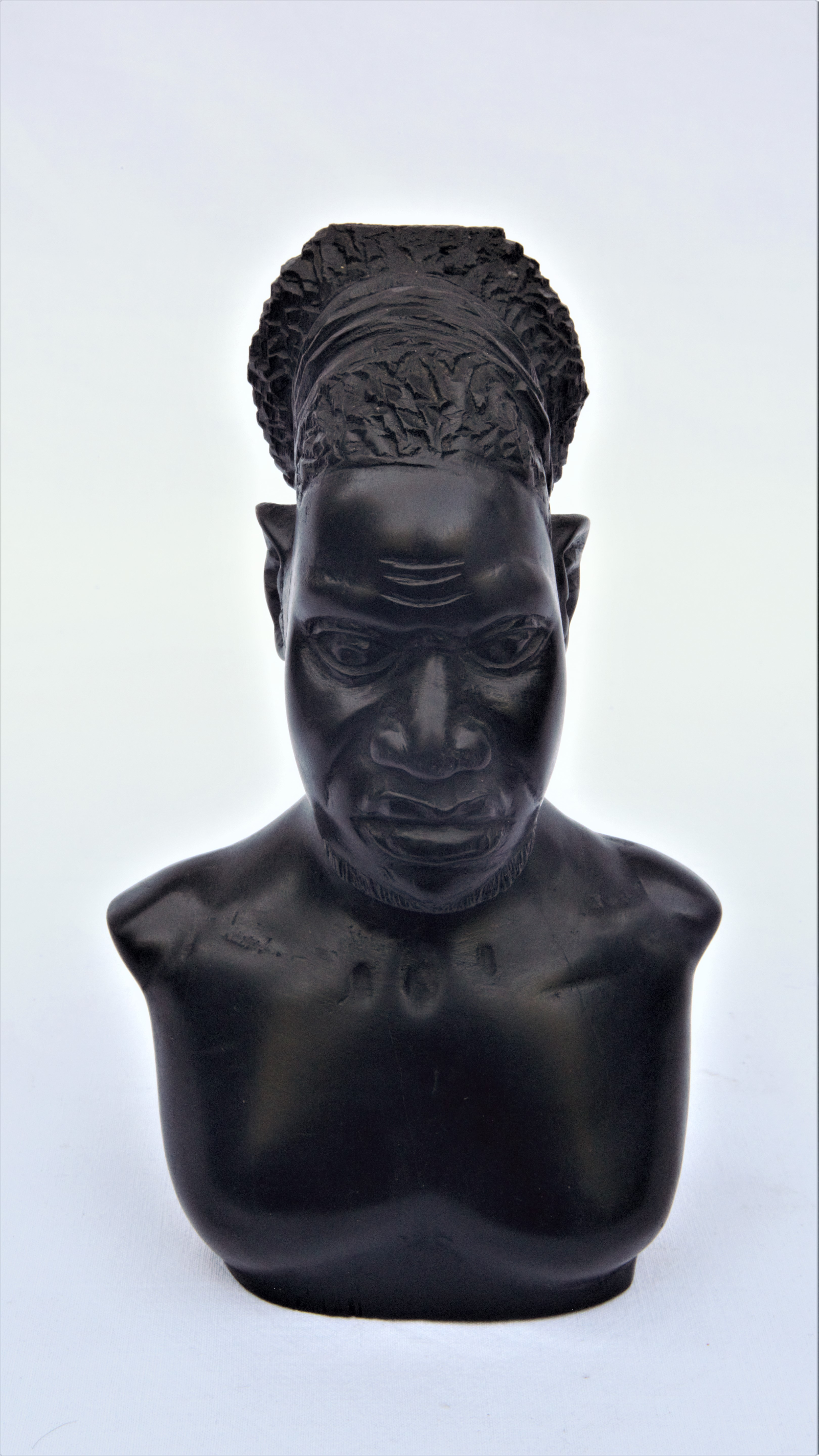
Buste d'homme en ébène signé Benoit Konongo

## Biographie
Benoit Konongo né en 1919 dans le village de Kisoundi et décédé en 2007 à Brazzaville, il est initié à la sculpture traditionnelle téké par son oncle Muta Mayola, en même temps que son cousin Grégoire Massengo. A partir de 1940 il commence à exposer à Brazzaville en compagnie de son cousin Massengo. En 1943 l'architecte Roger Errel le fait entrer aux Arts Appliqués. A partir de 1945 Konongo obtient des commandes du pouvoir colonial et du clergé, dont les statues qui ornent la Basilique Sainte-Anne du Congo. 
Dans les années 1950 il ouvre sa propre galerie dans le centre de Brazzaville. Reprise par son fils Bernard Konongo, la galerie Konongo existe toujours de nos jours. 

## Principales expositions
- Quatrième biennale du CICIBA de la Guinée Equatoriale
- Foire Internationale de Séville en Espagne
- Biennale des Arts Plastiques de la Havane à Cuba
- Exposition d’Arts Africains Contemporains d’Atlanta aux États-Unis

## Vidéographie
- Zoom sur l’école Nkewa Joseph et l’atelier Benoît Konongo. JTV-CONGO du 04/05/10[5]
- Congo, A LA DÉCOUVERTE DE LA GALERIE KONONGO. Africa 24, novembre 2018[6]
- Neuf têtes congolaises géantes signées Benoit Konongo. L'école de Muta Mayola 8. Documentaire de Jonathan Bougard. 2022. In Vivo Prod[7].

## Marché de l'art
Des sculptures de Benoit Konongo passent régulièrement en vente publique en Europe. En mai 2016, un buste de femme mangbetu en wengé de 52 centimètres est vendu 2000 euros hors frais par l'étude Gros et Delettrez à Paris, ce qui constitue un record pour l'artiste. 